# 深山の滝
深山の滝（みやまのたき）は、広島県呉市にある滝。

## 概要
深山の滝は、上段の高さ10.5メートル、下段14メートルの2つの滝からなり、幅20メートルの一枚岩を流れ落ちる滝であり、大屋大川の河口から3.3㎞の所にある。
しかし、現在は2018年に発生した西日本豪雨の復旧工事の影響で深山の滝に行く道が封鎖されている。

## 交通案内
- 広電バス焼山熊野苗代線「宮ヶ迫団地入口」バス停下車から徒歩約35分[3]

- JR呉線「呉ポートピア駅」から徒歩約37分[注 1]